# William Henry Smyth
William Henry Smyth (21 de janeiro de 1788 — 8 de setembro de 1865) foi um marinheiro, hidrógrafo, astrônomo e numismata inglês.

## Vida
Nasceu em Westminster, Londres, filho único de Joseph Brewer Smyth e Caroline Palmer Georgina Pitt Pilkington, neta da escritora irlandesa Laetitia Pilkington, afilhada de Jonathan Swift. Seu pai era um colono americano que vivia em East Jersey. No entanto, era leal à Inglaterra e após a Revolução Americana, emigrou para a sua terra natal, onde seu filho nasceu pouco antes de Joseph morrer. Seu meio-irmão foi o pintor e viajante Augustus Earle. No início de sua carreira, Smyth teve a permissão de Lord Exmouth para que seu meio-irmão Augustus viajasse pelo Mediterrâneo a bordo do navio que ele comandava e que fazia parte da frota real do Almirante Exmouth.
Casou-se com Eliza Anne "Annarella" Warington em Messina, em 7 de outubro de 1815, quando ambos tinham 27 anos; ela era 10 semanas mais nova que ele.
Sofreu um ataque cardíaco em sua casa no início de setembro de 1865, mostrando-se aparentemente recuperado logo depois. Em 8 de setembro, mostrou o planeta Júpiter para seu neto, Arthur Smyth Flor, por um telescópio. Poucas horas depois, no início da manhã de 9 de setembro, aos 78 anos, morreu. Foi enterrado no cemitério da igreja em Stone, perto de Aylesbury.

## Carreira

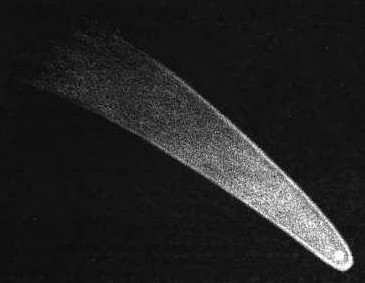
o Grande cometa de 1811, desenhado por William Henry Smyth

Em 1802, com 14 anos de idade, o jovem William Henry lançou-se à navegação após morar em várias pensões londrinas, juntando-se a um navio mercante que mais tarde foi adquirido pela Marinha Real Britânica.
Durante as guerras napoleônicas serviu no Mediterrâneo, ganhando o apelido de "Mediterrean Smyth", devido ao seu trabalho de pesquisa - suas cartas do Mediterrâneo ainda estavam em uso em 1961.
Durante a pesquisa hidrografia, em 1817, conheceu o astrônomo italiano Giuseppe Piazzi em Palermo, Sicília, visitando o seu observatório; isso despertou seu interesse em astronomia.
Smyth e Annarella tiveram onze filhos entre 1816 e 1835. Seus três filhos homens foram Charles Piazzi Smyth, Sir Warington Wilkinson Smyth e o General Sir Henry Augustus Smyth. De suas oito filhas, duas morreram jovens morreram, uma terceira "casou-se e morreu" aos 20 anos, mesma idade de outra filha, solteira. Mais uma filha morreu solteira aos 25 anos de difteria. Suas outras três filhas foram Henrietta Grace, que se casou com o Rev. Professor Baden Powell e foi mãe de nove filhos, incluindo Robert Baden-Powell, enquanto que Georgiana Rosetta casou-se com Sir William Henry Flower e teve sete filhos. Ellen Philedelphia, que se casou com o capitão Henry Toynbee, rumou para a Austrália como uma jovem noiva em 1855. Morreu sem filhos em 1881 aos 52 anos após uma longa doença.
Em 1825, tendo alcançado o posto de almirante, Smyth aposentou-se na Marinha e estabeleceu um observatório privado em Bedford, Inglaterra, equipado com um telescópio refrator de 5,9 polegadas. Utilizou este instrumento para observar vários objetos do céu profundo ao longo da década de 1830, incluindo estrelas duplas, aglomerados estelares e nebulosas. Publicou suas observações em 1844 no Cycle of Celestial Objects, que lhe valeu a Medalha de Ouro da Royal Astronomical Society em 1845 e também a presidência da sociedade. O primeiro volume deste trabalho concernia sobre astronomia geral, mas o segundo volume ficou conhecido como o Catálogo Bedford e continha observações Smyth de 1604 de estrelas duplas e nebulosas. Serviu como um trabalho de referência padrão por muitos anos; nenhum astrônomo já havia feito como um catálogo de objetos astronômicos tão extenso. Foi reimpresso em 1986.
Tendo completado suas observações, Smyth mudou-se para Cardiff em 1839 para supervisionar a construção da Doca de Bute, que ele havia projeta. Seu observatório foi desmontado e o telescópio foi vendido para John Lee, sendo instalado em um novo observatório, projetado pelo próprio Smyth, em Hartwell House.
Smyth mudou-se para Stone, perto de Aylesbury em 1842, e ainda teve a oportunidade de usar o telescópio, já que sua residência em St. John Lodge não era muito longe de sua nova localização. Realizou várias observações astronômicas adicionais entre 1839 e 1859. O telescópio está atualmente no Museu da Ciência, em Londres. 
Smyth foi eleito membro da Royal Society em junho de 1826. Um mare lunar foi nomeado como Mare Smythii em sua homenagem.

## Numismática
Smyth era um numismata de considerável reputação, tendo sido um dos fundadores da Sociedade Real Numismática em 1836 e um dos primeiros membros de seu conselho. Ele permaneceu interessado no assunto por toda a sua vida, e publicou vários tratados sobre o assunto.